# Pearsonothuria
Pearsonothuria is een geslacht van zeekomkommers uit de familie Holothuriidae.

## Soorten
- Pearsonothuria graeffei (Semper, 1868)